# 芝麻醤
芝麻醤（チーマージャン、ヅーマージャン）は、中華料理の調味料のひとつ。練り胡麻を加工して作る。
アラブ世界では同様のものがタヒーナ（タヒーネ / タヒーニ）とも呼ばれ、単体で食されたり他の料理の主原料として用いられたりしている。

## 概要
香り良く炒ったゴマをごく細かく磨り潰し、ごま油やサラダ油などの植物性の油や調味料を加え、なめらかに伸ばしたもの。

## 用途
しゃぶしゃぶや棒棒鶏の胡麻ダレ、和え物や担担麺、冷やし中華、熱乾麺などに用いられる。